# Tumorboard
Ein Tumorboard (auch: eine Tumorkonferenz, bzw.: multidisziplinäre Tumorkonferenzen (MTK)) ist eine Fallkonferenz, die zwecks Planung der Behandlung von Patienten mit einer Krebserkrankung einberufen wird. Am Tumorboard nehmen Fachärzte teil, die Experten in unterschiedlichen medizinischen Fachrichtungen sind, und erörtern den medizinischen Befund und die Behandlungsmöglichkeiten eines Patienten. Die Fachrichtung der Teilnehmer eines Tumorboards richtet sich nach der jeweiligen Erkrankung. Regelmäßig vertreten sind dabei Onkologen, Chirurgen, Radiologen, Strahlentherapeuten sowie spezialisierte Ärzte aus Fachrichtungen wie Dermatologie, Gynäkologie, Senologie, Urologie und Pathologie. Als Ergebnis der Beurteilung aller Befunde wird die jeweils bestmögliche Therapie festgelegt und dokumentiert, das heißt eine Behandlungsplanung, die auch als „interdisziplinäre Meinung“ bezeichnet wird. Das interdisziplinäre Festlegen von Behandlungsstrategien gemäß den Medizinischen Leitlinien und spätere Rückmeldungen über den Behandlungserfolg haben neben dem Nutzen für die Patienten auch einen Fort- und Weiterbildungseffekt für die beteiligten Ärzte.
In Behandlungszentren, die von der Deutschen Krebsgesellschaft (DKG) zertifiziert sind, sollen alle Tumorpatienten in einem Tumorboard besprochen werden. Andernfalls muss in der Patientenakte nachvollziehbar begründet werden, warum keine Vorstellung erfolgt.
Ergänzend zum Tumorboard gibt es eine weitere Tumorkonferenz, genannt Molekulares Tumorboard. Nach Ausschöpfung der leitliniengerechten Behandlung, das heißt bei Erkrankten, bei denen die evidenzbasierten Therapieoptionen für „durchschnittliche Patienten“ keinen Erfolg hatten sowie bei Patienten mit seltenen Tumorerkrankungen, soll durch diese Fallkonferenz versucht werden, ein individuelles Therapiekonzept auf Basis von molekulargenetischen Befunden (zum Beispiel durch DNA-Sequenzierung des Tumorgenoms) zu erarbeiten.

## Belege
1. ↑  Tumorboards. Auf: ukbonn.de, abgerufen am 23. November 2022.
2. ↑  Kerstin Hermes-Moll et al.: Multidisziplinäre Tumorkonferenzen in Deutschland. In: Monitor Versorgungsforschung. Band 14, Nr. 05, 4. Oktober 2021, S. 57–61, doi:10.24945/MVF.05.21.1866-0533.2346.
3. ↑  Molekulares Tumorboard. Auf: uniklinik-freiburg.de, abgerufen am 23. November 2022.
 Molekulares Tumorboard. Auf: ukaachen.de, abgerufen am 23. November 2022.